# Chevrolet Impala
Chevrolet Impala este un automobil produs de Chevrolet, ramură a concernului General Motors, între anii 1958-1985. Aceasta a fost cea mai scumpă mașină a Chevrolet, până în 1985, când a fost lansat un nou model Chevrolet, Chevrolet Caprice. Impala a fost reintrodus pe piață în 2000.
În anii '60, Impala era poziționat sub Chevrolet Caprice și peste Chevrolet Biscayne și Chevrolet Bel Air, la categoria lux. Impala este numit după antilopa africană cu același nume și se deosebește de alte mașini, datorită stopurilor ei. A concurat pe piață contra Ford Galaxie 500 și Plymouth Fury.
Impala este cel mai cunoscut nume de mașină al concernului General Motors și al Americii. În 1965 au fost vândute peste un milion de exemplare, acest lucru este catalogat drept un record. Între anii 1958 și 1996 au fost vândute peste 13 milioane de Impala un record absolut pe piața de autombile din SUA. Actual, Impala este pe locul 8 drept cea mai vândută mașină și pe locul 5 la vânzări de modele sedan în SUA. Reuters susține ca mașina este pe locul 20 la vânzări în anul 2007. Modelul Impala SS(Super Sport) a fost un model foarte cunoscut pentru performanțele sale, datorită performanței lui impresionabile.

## Generații
Evoluția Chevrolet Impala a fost împărțită în opt generații. În fiecare generație a fost schimbată motorizarea și forma.
| Generația | Producția    | Caroserie | Motorizare | Platforma | Asamblat în             |
| --------- | ------------ | --- | --- | --------- | ----------------------- |
| I         | 1958-1961    | decapotabil, 2 uși coupe, 2 uși hardtop, 2/4 uși sedan, 4 uși                                                             | 235 cid Blue Flame I6 283cid 195-220 bhp Turbo Fire V8 348 W-series Turbo Thrust V8 409 W-series Turbo Thrust V8 360 | B         | Arlington, Texas        |
| II        | 1962-1964    | decapotabil, 2 uși coupe, 2 uși hardtop, 2/4 uși sedan, 4 uși break, 4 uși                                                | 230cid 140 bhp (100 kW) Turbo Thrift I6 283 cid 195-220 bhp Turbo Fire V8 327 cid 250-300 bhp Turbo Fire V8 409 W-series Turbo Thrust V8, 340-425 bhp | B         | Arlington, Texas        |
| III       | 1965-1970    | decapotabil, 2 uși coupe, 2 uși hardtop, 2/4 uși sedan, 4 uși break, 4 uși                                                | 250 cid 155 bhp (116 kW) Turbo Thrift I6 283 cid 195-220 bhp Turbo Fire V8 307cid 115-200 bhp Turbo Fire V8 327 cid 250-375 bhp Turbo Fire V8 350 cid 250-350 bhp Turbo Fire V8 396 265-425 bhp Turbo Jet V8 409 340 bhp Turbo Jet V8 427 335 bhp-425 bhp Turbo Jet V8 | B         | Arlington, Texas        |
| IV        | 1971-1976    | decapotabil, 2 uși sport coupe, 2 uși custom coupe 2 uși (fostul Hardtop, 2 uși) hardtop, 4 uși sedan, 4 uși break, 4 uși | 454 345-390 bhp V8 350cid 250-350 bhp Turbo Fire V8 400cid 255-265 bhp Turbo Fire V8 | B         | Arlington, Texas        |
| V         | 1977-1985    | decapotabil, 2 uși sedan, 4 uși break, 4 uși                                                                              | 229 V6 231 V6 1977-1979 250 in³ L6 1980-1982 267 in³ V8 1977-1985 305 in³ V8 1977-1979 350 in³ V8 1980-1985 Olds 350 dieselV8 | B         | Arlington, Texas        |
| VI        | 1994-1996    | sedan, 4 uși | 5.7 L LT1 V8 | B         | Arlington, Texas        |
| VII       | 2000-2005    | sedan, 4 uși | 3.4 L LA1 180 hp (130 kW) V6 3.8 L L36 200 hp (150 kW) V6 3.8 L supercharged L67 240 hp (180 kW) V6 | W         | Oshawa, Ontario; Canada |
| VIII      | 2006-prezent | sedan, 4 uși | 3.5 L LZE V6 3.9 L LZ9 V6 5.3 L LS4 V8 | W         | Oshawa, Ontario; Canada |

## În cultura populară
În serialul Supernatural, cele doi frați Winchester călătoresc cu un Impala Sport Sedan 4 de culoare neagră din 1967.